# Decreet-d'Allarde
Het Decreet-d'Allarde was een van de belangrijkste wetten die tijdens de Franse Revolutie tot stand zijn gekomen. Het proclameerde de vrijheid van handel en nijverheid (artikel 7) en maakte een einde aan de voorrechten van gilden en andere beroepsgroeperingen (artikel 2). Men moest geen lid meer worden om een beroep te mogen uitoefenen.

## Totstandkoming en inhoud
Het decreet was een initiatief van Pierre Gilbert Le Roy, baron d'Allarde (1748-1809). Hij was lid van de constituante en hernam in grote lijnen een edict van minister Turgot, dat in februari 1776 de gilden al eens had afgeschaft. Tegen grote weerstand in was zelfs een begin gemaakt met het confisqueren van hun eigendommen. Turgot was toen in ongenade gevallen en bij koninklijk edict van 23 augustus 1776 waren de gilden heropgericht.
Vijftien jaar later bekwam het Decreet-d'Allarde alsnog het resultaat dat Turgot voor ogen had gestaan. Het voorstel werd aangenomen door de Nationale Grondwetgevende Vergadering en verordonneerd door koning Lodewijk XVI. De sleutelbepaling van het decreet luidde:

Vanaf 1 april eerstkomend is eenieder vrij om naar goeddunken elke handel te drijven of elk beroep, kunst of ambacht uit te oefenen; maar hij is verplicht zich vooraf een patent te verschaffen, er de prijs van te betalen volgens de hierna vastgestelde tarieven en zich te voegen naar de bestaande en toekomstige politiereglementen.
A compter du 1er avril prochain, il sera libre à toute personne de faire tel négoce ou d’exercer telle profession, art ou métier qu’elle trouvera bon; mais elle sera tenue de se pourvoir auparavant d’une patente, d’en acquitter le prix suivant les taux ci-après déterminés et de se conformer aux règlements de police qui sont ou pourront être faits.
— Artikel 7, Decreet-d'Allarde

De afgeschafte gildeprivileges werden deels overgenomen door de staat, die versterkt uit het decreet kwam. Wie een beroep wilde uitoefenen, moest dit voortaan laten registreren bij de gemeente en er een nieuwe vorm van taks op betalen, het patent. Wie zonder patent actief was, stelde zich bloot aan vervolging en confiscatie van zijn handelswaar. Ter compensatie schafte het decreet een resem regionale dranktaksen af (droits d'aide, droit des quatre membres, enz.).
Ondanks de titel bevatte het decreet geen bepaling die ambachtslieden verbood om zich in een gilde te verenigen. Het nam er genoegen mee om de gilden hun privileges te ontnemen, in het bijzonder het lidmaatschap van een gilde als voorwaarde voor beroepsuitoefening. De afschaffing van het gildewezen werd pas echt bezegeld door de Wet Le Chapelier van 14 juni 1791. Die was een reactie op de stakingen die onder gezellen waren uitgebroken tegen het decreet-d'Allarde. Hij maakte een einde aan de vrijheid van vereniging voor zover die betrekking had op het nastreven van beroepsbelangen.

## België
Op Belgisch grondgebied is het Decreet-d'Allarde in 1795 van kracht geworden na de annexatie door Frankrijk. De invoering ervan gebeurde door de représentans du peuple en mission in de "Belgische" departementen, die enkel de artikelen 2, 5, 6 en 7 van het decreet overnamen. Ze behelsden de vrijheid van handel en nijverheid, alsook het patentsysteem (dat onder het Verenigd Koninkrijk der Nederlanden werd herwerkt en tot 1919 zou blijven bestaan).
Met een interpretatieve wet bevestigde het Belgische parlement in 1854 de wettelijkheid van een reglement van de stad Antwerpen dat het lijkenvervoer voorbehield aan de openbare hospices civils, tot woede van de begrafenisondernemers. Hiermee werd opnieuw de gelding en (impliciet) de wetgevende aard van het Decreet-d'Allarde bevestigd.
In 2013 werd de vrijheid van handel en nijverheid vervangen door de vrijheid van ondernemen, opgenomen in artikel II.3 van het nieuwe Wetboek van Economisch Recht. De restanten van het Decreet-d'Allarde werden bij die gelegenheid in hun geheel opgeheven.